# Rafael Gurrea Induráin
Rafael Gurrea Induráin (Lumbier, 10 de junio de 1940 - Pamplona, 23 de febrero de 2021) fue político español. Presidente del Parlamento de Navarra (2003-2007).

## Biografía
De padre guardia civil, Rafael Gurrea trabajó como profesor de EGB en Lumbier, Armañanzas y Pamplona. Trabajó durante seis años en la Dirección Provincial del Ministerio de Educación y Ciencia y durante veintidós años como profesor de adultos en Beriáin de Navarra.
En 1990 solicitó una excedencia para dedicarse a la política. Su carrera política había comenzado en 1974 como alcalde de Burlada, donde permaneció hasta 1979.
En 1975 fue nombrado miembro del Consejo Foral. En 1978 ingresó en Unión de Centro Democrático, siendo su secretario general en Navarra. En 1979 fue elegido parlamentario en las listas de UCD por la Merindad de Sangüesa. En 1983 se afilió a Unión del Pueblo Navarro. Fue diputado por Navarra desde 1979 hasta 2007. Fue vicepresidente de la Comunidad Foral de Navarra, y Consejero de Presidencia e Interior y de Administración Local (1996-2003); y presidente del Parlamento de Navarra (2003-2007), en distintos gobiernos de Miguel Sanz, del que fue su mano derecha.
También fue secretario general (1985-1997) y vicepresidente de UPN.
Casado con María Pilar Mondurrey, tenían tres hijos: Ana, Pablo y Eva.